# Nikolai Clayhills
Nikolai Vasilijevitj Clayhills (ryska: Николай Васильевич Клейгельс, Nikolaj Vasiljevitj Klejgels), född 25 november 1850 i Sankt Petersburg, död 4 augusti 1916 i Joutseno, var en rysk militär.
Clayhills, som var son till överstelöjtnant Basilius Clayhills och Anna Ivanovna, studerade vid andra militärhögskolan, Paul kadettskola i Sankt Petersburg och därefter vid Nikolai kavalleriläroverk. Efter att ha blivit kornett började han tjänstgöra vid nionde dragonregementet 1868. Han blev kejsarens flygeladjutant 1878, polischef i Warszawa 1888 och generalmajor 1892. Han var prefekt för staden Sankt Petersburg 1895–1903.